# 塞里方丹
塞里方丹（法語：Sérifontaine，法語發音：[seʁifɔ̃tɛn]）是法国瓦兹省的一个市镇，属于博韦区。

## 地名
“方丹”（fontaine）意为“泉”。法语地名通名在“枫丹白露”（Fontainebleau）等少数拥有传统译名的地名中译作“枫丹”，不过在《世界地名翻译大辞典》、《世界地名译名词典》和《法国地图册》等主流地名译名类书籍资料中多译作“方丹”。

## 地理
塞里方丹（49°21'12"N, 1°46'13"E）面积20.43 平方千米，位于法国上法蘭西大區瓦兹省，该省份为法国北部内陆省份，北起索姆省，西接厄尔省和滨海塞纳省，南至塞纳-马恩省和瓦兹河谷省，东临埃纳省。
与塞里方丹接壤的市镇（或旧市镇、城区）包括：阿梅库尔、埃普特河畔巴赞库尔、勒库德赖圣热尔梅、埃普特河畔埃拉尼、弗拉瓦库尔、松地区拉朗德、塔尔蒙捷。
塞里方丹的时区为UTC+01:00、UTC+02:00（夏令时）。

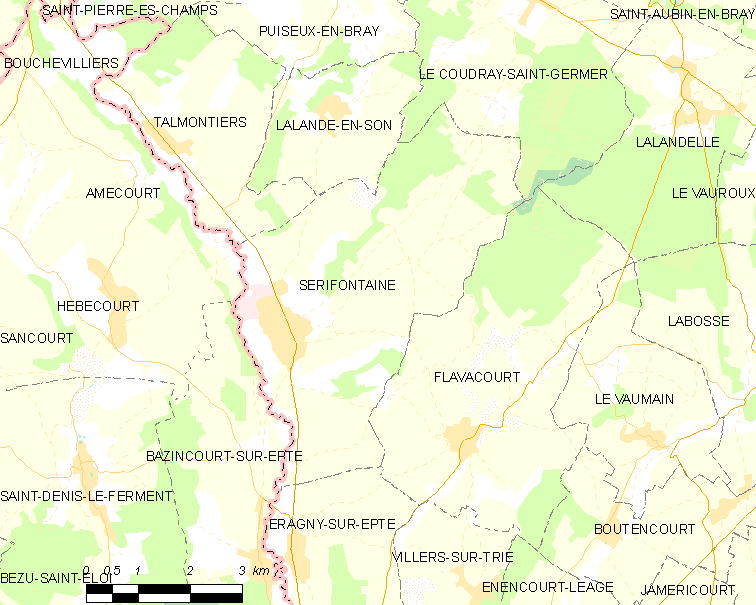
塞里方丹的OSM定位图

## 行政
塞里方丹的邮政编码为60590，INSEE市镇编码为60616。

## 政治
塞里方丹所属的省级选区为博韦第二县。

## 人口

1962-2008年间塞里方丹人口变化图示

塞里方丹于2022年1月1日时的人口数量为2798人。